# احکام بابی

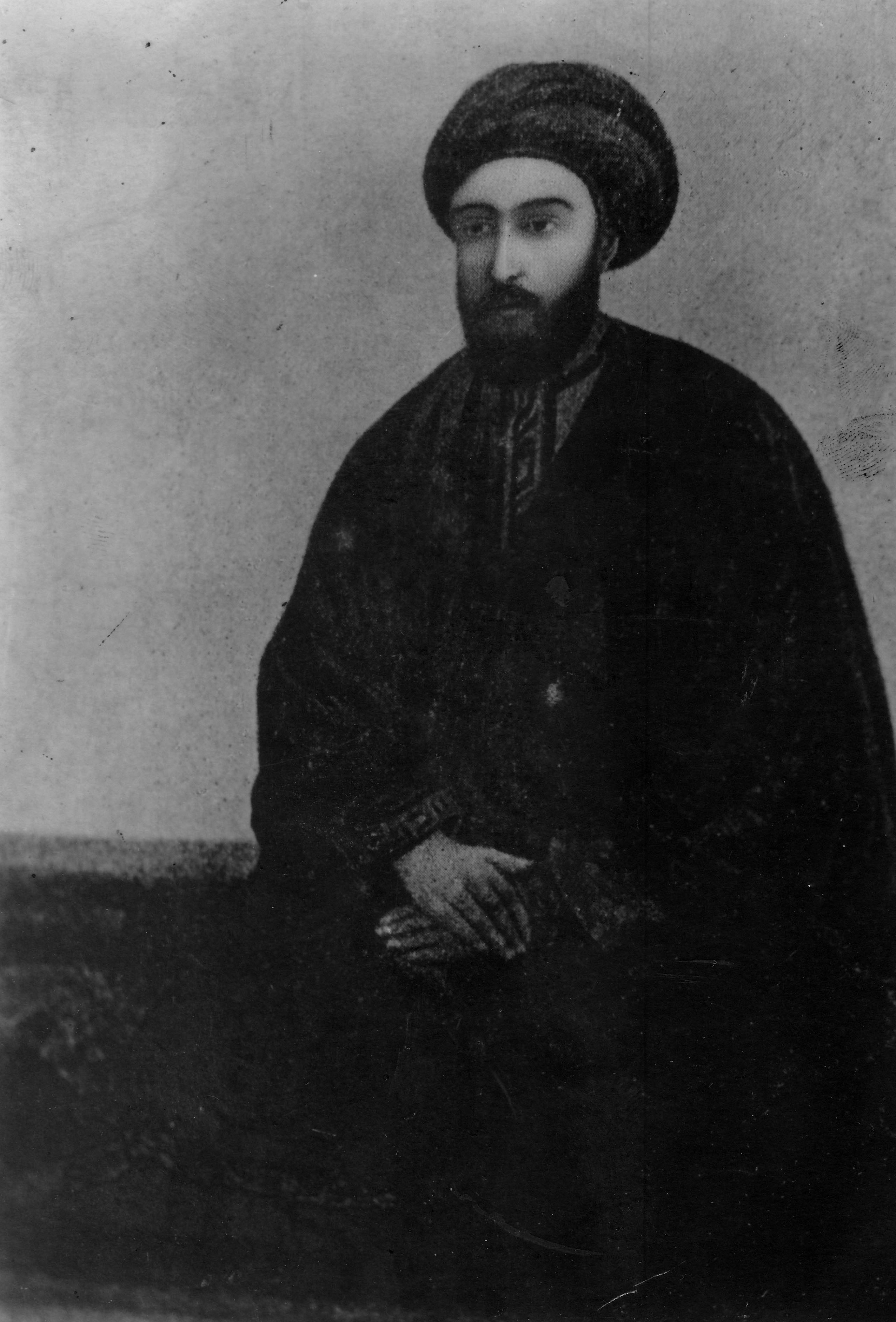
سید علی محمد شیرازی مشهور به باب

آئین بیانی یا آیین بابی به جنبش مذهبی‌ گفته می‌شود که از سال ۱۲۵۹ قمری تا ۱۲۶۸ قمری به رهبری علی‌محمد باب در ایران رونق گرفت. این جنبش در ادامه به کشور عثمانی (ترکیه کنونی) تبعید شد. در آنجا برخی در آیین بیانی باقی‌ماندند و برخی دیگر به دنبال دعوی میرزا حسینعلی نوری معروف به بهاء به آیین بهایی گرویدند. بخشی از بیانی‌ها که به آئین بهایی نگرویدند، جانشینی صبح ازل (میرزا یحیی نوری) برای باب را پذیرفتند. این گروه از بابیان خود را ازلی یا بیانی می‌دانند. سید علی محمد باب در کتاب بیان پیروانش خود را اهل بیان می‌خواند.

## قیامت از نظر آیین بیانی
باب در این باره می‌گوید:
«مراد از یوم قیامت یوم ظهور شجره حقیقت است و مشاهده نمی‌شود که احدی از شیعه یوم قیامت را فهمیده باشد. بلکه همه موهوماً امری را توهّم نموده که عند الله حقیقت ندارد؛ و آنچه عند الله و عند عرف اهل حقیقت مقصود از یوم قیامت است اینست که از وقت ظهور شجره حقیقت در هر زمان بهر اسم الی حین غروب آن یوم قیامت است. مثلاً از یوم بعثت عیسی تا یوم عروج آن، قیامت موسی بود که ظهور اللّه در آن زمان ظاهر بود به ظهور آن حقیقت که جزا داد هرکس مؤمن به موسی بود بقول خود و هرکس مؤمن نبود جزا داد بقول خود. زیرا که ما شهد اللّه در آن زمان ما شهد اللّه فی الانجیل بود؛ و بعد از یوم بعثت رسول اللّه تا یوم عروج آن، قیامت عیسی بود که شجره حقیقت ظاهر شده در هیکل محمّدیّه و جزا داد هر کس که مؤمن به عیسی بود و عذاب فرمود بقول خود هرکس که مؤمن به آن نبود؛ و از حین ظهور شجره بیان الی ما یغرب قیامت رسول اللّه هست که در قرآن خداوند وعده فرموده .»

## تقویم آئین بیانی
مبدأ تقویم بدیع بیانی ۲۹ اسفند سال ۱۲۲۸ ایرانی برابر چهارشنبه پنچم جمادی‌الاول سال ۱۲۶۶ هجری یا ۱۲۷۶ بعثت معادل ۲۰ مارس ۱۸۵۰ میلادی است.
اول هر سال (اول شهر البهاء) در تقویم بیانی عید فطر نیز می‌باشد.
- تقویم آئین بیانی
- تبدیل تقویم آئین بیانی به میلادی
- تبدیل تقویم جلالی (ایرانی) به تقویم آئین بیانی

## نماز
دیانت بابی، به عنوان دینی مستقل از دیگر ادیان الهی دارای نماز مخصوص به خود است، این نماز، نمازی ۱۹ رکعتی می‌باشد که به جا آوردنِ آن بر هر فرد بابیِ بالغ فرض واجب است. 
در باب نوزدهم از واحد پنجم کتاب بیان فارسی نوشته شده‌است: در بیان، هیچ عبادتی نزد خداوند محبوب تر نبوده از نفعِ نفسی به نفسی، اگر چه به ادخال سُروری در قلب او باشد و هیچ عملی ابعد تر نبوده به ضُر نفسی نفسی را اگر چه به ادخالِ حُزنی در قلب او باشد.

## روزه
یکی دیگر از احکام دیانت بابی روزه می‌باشد. بر هر فرد بابی بالغ واجب است که در ماه روزه دیانت بابی، روزه بگیرد در باب هیجدهم از واحد هشتم کتاب بیان ذکر شده‌است که نوزده روز آخر سال بیانی را روزه بگیرند و تا سن کسی به یازده نرسیده روزه بر او واجب نیست و همچنین پس از چهل دو سال واجب نخواهد بود و مدت هر روز از طلوع شمس است الی غروب و حقیقت روزه در آن باب مفصل تشریح شده‌است
، تقویم بابی۱۹ ماه ۱۹ روزه‌است و بابیان یک ماه کامل خود را از طلوع خورشید تا غروب آفتاب از خوردن و آشامیدن پرهیز می‌کنند و به تعدیل اخلاق می‌پردازند.
شرح کامل نام ماه‌ها و نام روزها در کتاب بیان ذکر گردیده است
http://www.bayanic.com/cal/bay.html

## حلال و حرام
سید علی محمد باب در مورد حلال و حرام می‌گوید: حلال محمد تا روز قیامت حلال است و حرام او نیز تا روز قیامت حرام است. به اعتقاد بابیان، ظهور باب همان قیامت است، یعنی حلال و حرام محمد و دیانت اسلام تا زمان اظهار امر باب پابرجا بوده‌است و از زمان ظهور باب و شروع دیانت بابی، بسیاری از موارد تغییر کرده‌است.
باب در این باره می‌گوید:
«مراد از یوم قیامت یوم ظهور شجره حقیقت است و مشاهده نمی‌شود که احدی از شیعه یوم قیامت را فهمیده باشد. بلکه همه موهوماً امری را توهّم نموده که عند الله حقیقت ندارد؛ و آنچه عند الله و عند عرف اهل حقیقت مقصود از یوم قیامت است اینست که از وقت ظهور شجره حقیقت در هر زمان بهر اسم الی حین غروب آن یوم قیامت است. مثلاً از یوم بعثت عیسی تا یوم عروج آن، قیامت موسی بود که ظهور اللّه در آن زمان ظاهر بود به ظهور آن حقیقت که جزا داد هرکس مؤمن به موسی بود بقول خود و هرکس مؤمن نبود جزا داد بقول خود. زیرا که ما شهد اللّه در آن زمان ما شهد اللّه فی الانجیل بود؛ و بعد از یوم بعثت رسول اللّه تا یوم عروج آن، قیامت عیسی بود که شجره حقیقت ظاهر شده در هیکل محمّدیّه و جزا داد هر کس که مؤمن به عیسی بود و عذاب فرمود بقول خود هرکس که مؤمن به آن نبود؛ و از حین ظهور شجره بیان الی ما یغرب قیامت رسول اللّه هست که در قرآن خداوند وعده فرموده .»
در باب هیجدهم از کتاب بیان نهی شدید شده‌است از شرب مسکرات حتی برای مریض. خوردن مشروبات الکلی و هر چیز بدبو و کریه و انواع دخانیات حرام است.
در بیان صراحتاً قتل نفس حرام شده‌است در باب شانزدهم از از واحد یازدهم، نهی از قتل و قطع اعضای بدن انسان شده‌است
در باب پنجم از واحد چهارم کتاب بیان قتل نفس کاملاً ممنوع شده‌است
در باب هیجدهم از واحد ششم کتاب بیان استخراج می‌شود که تفتیش عقاید و جستجو در امور شخصی مردم حرام است
در باب شانزدهم از واحد نهم کتاب بیان نهی اکید از ظرب وشتم شده‌است و این موضوع در باب ششم از واحد دهم تکرار شده‌است
در باب هفدهم از واحد دهم نهی اکید شده‌است از قرض گرفت لوازم شخصی دیگران
در باب یازدهم از واحد نهم کتاب بیان خرید و فروش عناصر اربعه ممنوع گردیده است
در باب ششم از واحد هفتم کتاب بیان ازدواج میان کسانی که با هم سنخیت ندارند حرام اعلام شده‌است
در باب پانزددهم از واحد دهم کتاب بیان بر رعایت حال حیوانات و عدم تحمیل وزن زیاد بر حیوانات دستور داده شده‌است
در کتاب چهارشآن در باب نوزدهم از واحد چهارم نوشته شده: که مالک نگردید چیزی را که نفس شما از آن کراهت داشته باشد و از روئیت آن محزون گردید.
در باب یازدهم از واحد نهم کتاب بیان رسماً با برده داری و خرید فروش انسان مخالفت و نهی گردیده است
در باب نهم از واحد یازدهم کتاب بیان ذکر شده که در مجالسی که در آن ابهاج و سروری مهیا نباشد و در شآن و مقام فرد نباشد باید دوری نمود
در باب یازدهم از واحد ششم از تنبیه بدنی منع گردیده است
در باب هفتم از واحد نهم نهی اکید شده‌است از ابیع و شرای انقوزه و تنباکو که آن را ورق زقوم خطاب کرده‌اند
در باب هشتم از همین واحد از استعمال تریاک و مسکرات نهی گردیده است
زنا حرام و شخص زانی از رحمت خدا بی نصیب است.

## دستورات مربوط به طهارت
در باب چهاردهم از واحد پنجم بیان آمده است: و هیچ شیئیی در بیان احب نزد خداوند نیست از طهارت و لطافت و نظافت - و خداوند در بیان دوست نمی‌دارد که شاهد شود بر نفسی دون روح و ریحان را و دوست می‌دارد که کل با منهای طهارت معنوی و صوری در هرحال باشند که نفوس ایشان از ایشان کره نداشته باشد چگونه و دیگری …
در چهار شآن در باب هیجدهم از واحد هفتم از خداوند درخواست می‌کند که اهل بیان را برصفت طهارت و نظافت و نزاهت تربیت نماید.
در باب بعدآمده که خداوند دوست داشته و می‌دارد طهارت و لطف و نظافت را بقدریکه ممکن است باید جسدرا تمیز نگهداشت و همچنین لباس را باید در منتهای نظافت نگهداشت ولی نباید آنقدر آب استعمال کرد که لون (رنگ) بدن تغییر کند؛ و باز در همین باب است که باید از وسواس دوری کرد.

## محو بعضی کتب
باب در یکی از ابواب کتاب بیان می‌گوید که پیروان شریعت بیان باید به جز کتاب بیان و آیات باب، از قرائت سائر کتب خودداری کنند و تمام کتاب‌ها را محو نمایند. در کتاب بیان فارسی البته ذکر کرده‌اند که مقصود از محو کتاب‌ها چه نوع کتاب‌هائی است.
مقصودشان از محو کتاب را کتابهائی ذکر می‌کنند که علما و فقها در فنون مختلفه نوشته‌اند. مثلاً کتابهائی که متکلمین اسلام در مسائل علم نوشته‌اند، تمامش ایراد و اشکال و اعتراض بر یکدیگر و جنگ و جدال و سایر شئونی است که به درد دنیا نمی‌خورد. غالب کتب فلاسفه که در مسائل مختلفه نوشته‌اند، به درد کسی نمی‌خورد جز این که برای خوانندگان اضطراب فکر و تشتت حواس ایجاد می‌کنند.

## غذا
هر ۱۹ روز، یک بار باید در حدود استطاعت از ۱ نفر متجانس و هم سنخ پذیرائی کرد. در شام و نهار باید به یک غذا اکتفا کرد و تجاوز حرام است. هر ۱۹ روز، یک بار باید در حدود استطاعت از ۱۹ نفر متجانس و هم سنخ پذیرائی کرد.
خوردن سیر یا پیاز خام حرام است و ترب و تره و هر آنچه بوی بد دارد نخوردنش بهتر است. .

## تحصیل علوم
در باب دوازدهم از واحد نهم نهم کتاب بیان دستور داده که باید فرزندان را بحسن خط تعلیم دهند.
در کتاب چهار شآن در باب هیجدهم از واحد چهارم آمده است که اطفال را به چیز هایکه بر آن‌ها دشوار است تعلیم ندهید و کمال لطف و رأفت را در حق آن‌ها منظور دارید و تحمیل نکنید بر آن‌ها چیزهاییکه برای آن‌ها سودی ندارد و اگر کردید مسئول خواهید بود.
در کتاب شرح ابجد بیاناتی هست که خلاصه آن این است: بدان که متعلم که حق معلم مشتق از حکم الله است پس حق او را بشناس و قدر او را عظیم دان و در محضر او مؤدب باش و در مقابل او نخند و با چشم و دست به او اشاره نکن و درحین تعلم در مقابل روی او بنشین و بقدر ثلث و ذراع شرعی فاصله بگیر وآنچه را که استطاعت داری به او برسان زیرا که اگر مافی الامکان را در قدم او نثار کنی به اندازه تعلیم حرف (ب) که به تو تعلیم کرده نیست و معادل حق او نمی‌شود و در مقام معلم توصیه کرده که هیچوقت بر طفل غضب نکند و ابداً متعرض او نگردد و اگر خواست تنبیه کند به ضرب خفیف اکتفا کند زیرا که طفل نازکتر از شیشه است و شیئی لطیف زود می‌شکند و خداوند این عمل را دوست ندارد.
در باب یازدهم از واحد یازدهم چهارشآن است که باید اطفال را در صغر سن با خطوط بدیعه تربیت کرد و نزد استادانی گذارد که از حیث خط ممتاز باشند و لکن طوری نشود که اسباب حزن آن‌ها فراهم گردد بلکه باید وسایل تضویق آن‌ها فراهم گردد که به طیب خاطر تعلیم گیرند.
در جهار شآن باب دوازدهم از واحد پانزدهم آمده است که فرزندان را به علم نحو و صرف و حکمت بیان و حروف و طلسمات تعلیم دهید و علم حروف علم ظاهر کلمات است و طلسمات علم اعداد که از آن جمله است علم حساب.
در باب پانزدهم از واحد یازدهم بیان ذکر شده که: و دانش خود را محیط به هر چیز گردانید هنگام استطاعت خود هر شیئی را به دانش حکمت خود فرا گیرید زیرا که نوشته است دا و امر فرموده ساکنان بیان را این که به علم خود دانا شوند و فراگیرند دانش آن‌ها به آنچه بر روی زمین است از هر پادشاهی و نبی دین او و کتاب او و حدود قلمرو او و عدد لشکر او و قیمت آنچه نزد او است و هر آنچه مال اوست از آنچه نباشد برای او مانندی
در باب هیجدهم از واحد سوم بیان امر شده که باید هر چیز را به منتهی درجه کمال خود رسانید.